# Olga Desmond
Olga Desmond, nata Olga Antonie Sellin (Olsztyn, 2 novembre 1890 – Berlino, 2 agosto 1964), è stata un'attrice e danzatrice tedesca.
Era attiva come modella di opere d'arte e come statua vivente.

## Biografia
Olga Antonie Sellin nacque il 2 novembre del 1890 ad Allenstein, nella Prussia Orientale (oggi Olsztyn, in Polonia) e visse in una famiglia di tredici fratelli e sorelle. All'età di quindici anni, lasciò la sua famiglia e si unì a un gruppo teatrale londinese. Nel 1906, frequentò le lezioni di Marie Seebach al teatro reale di Berlino, e per pagarsi gli studi teatrali iniziò a posare senza veli per alcuni artisti berlinesi, come Reinhold Begas o Max Klinger.
Tra il 1906 e il 1907 si unì a un gruppo di artisti, incluso Lovis Corinth, e recitò nella parte di Venere durante una tournée di nove mesi al London Pavillon, dove vennero messe in scena delle "rappresentazioni plastiche". Ai Seldoms (questo era il nome del gruppo) venne permesso di esibirsi seminudi a patto che rimanessero fermi e che venisse adoperata una tenda per nasconderli quando si muovevano tra una scena e l'altra.

### Primi anni

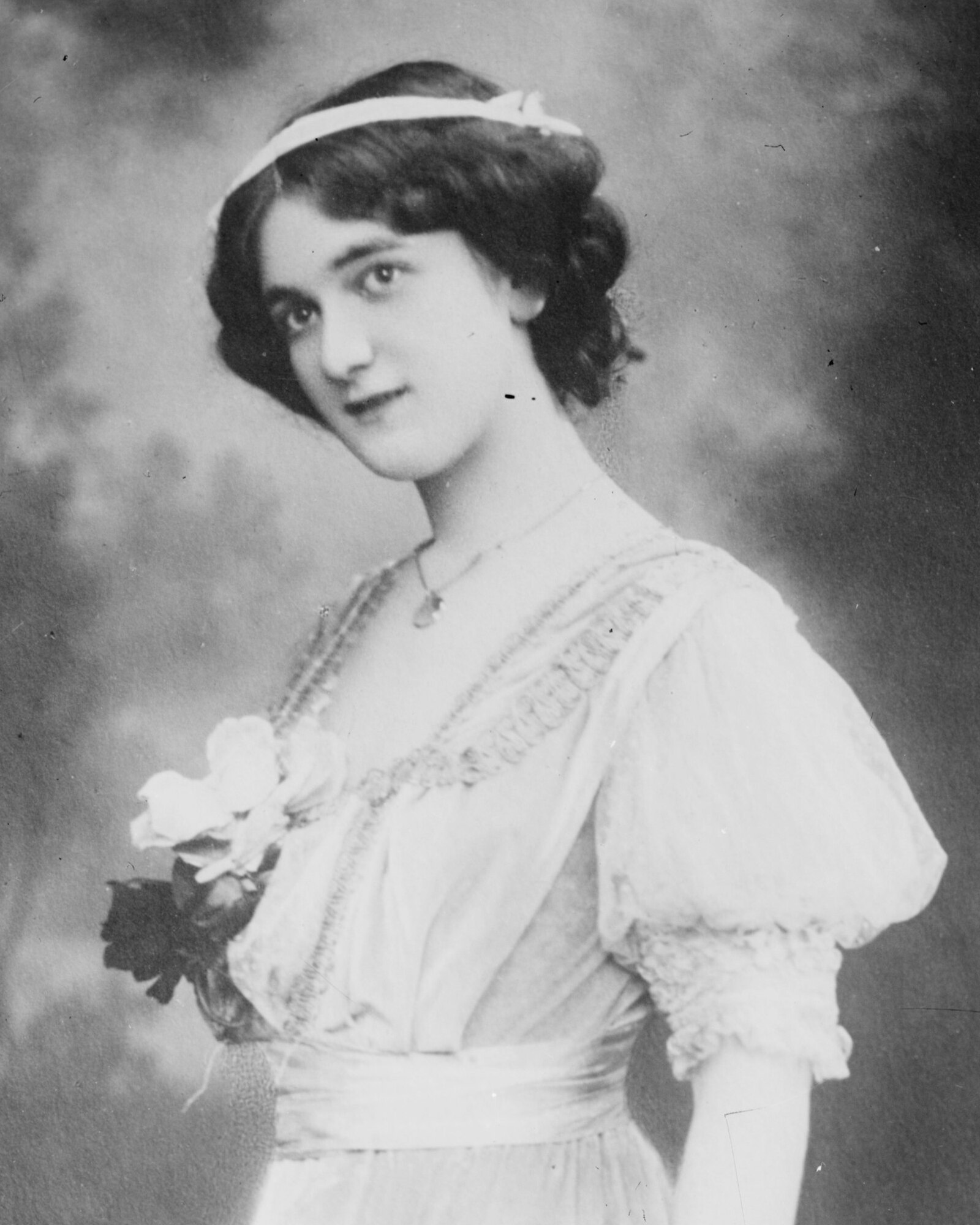
Olga Desmond in una fotografia scattata nei primi anni del XX secolo

Una volta tornata a Berlino, ella adottò il nome d'arte di Olga Desmond e iniziò a lavorare assieme all'atleta Adolf Salge. Nel 1908, si unì a un gruppo di attori d'avanguardia con i quali partecipò alla creazione della Vereinigung für Ideale Kultur ("Associazione per una cultura ideale"), guidata da Karl Vanselow, scrittore, fotografo e direttore della rivista nudista Die Schönheit (per lui, la nudità simboleggiava la liberazione dalle convenzioni borghesi). Vanselow organizzava anche le cosiddette "serate di bellezza" (Schönheitsabende), nelle quali i protagonisti si trasformavano in dei quadri viventi ispirati alle statue classiche, che furono proibite in alcune occasioni:
(Hartmut Pogge von Strandmann, Wilhelminism and Its Legacies, 2003, p. 95)

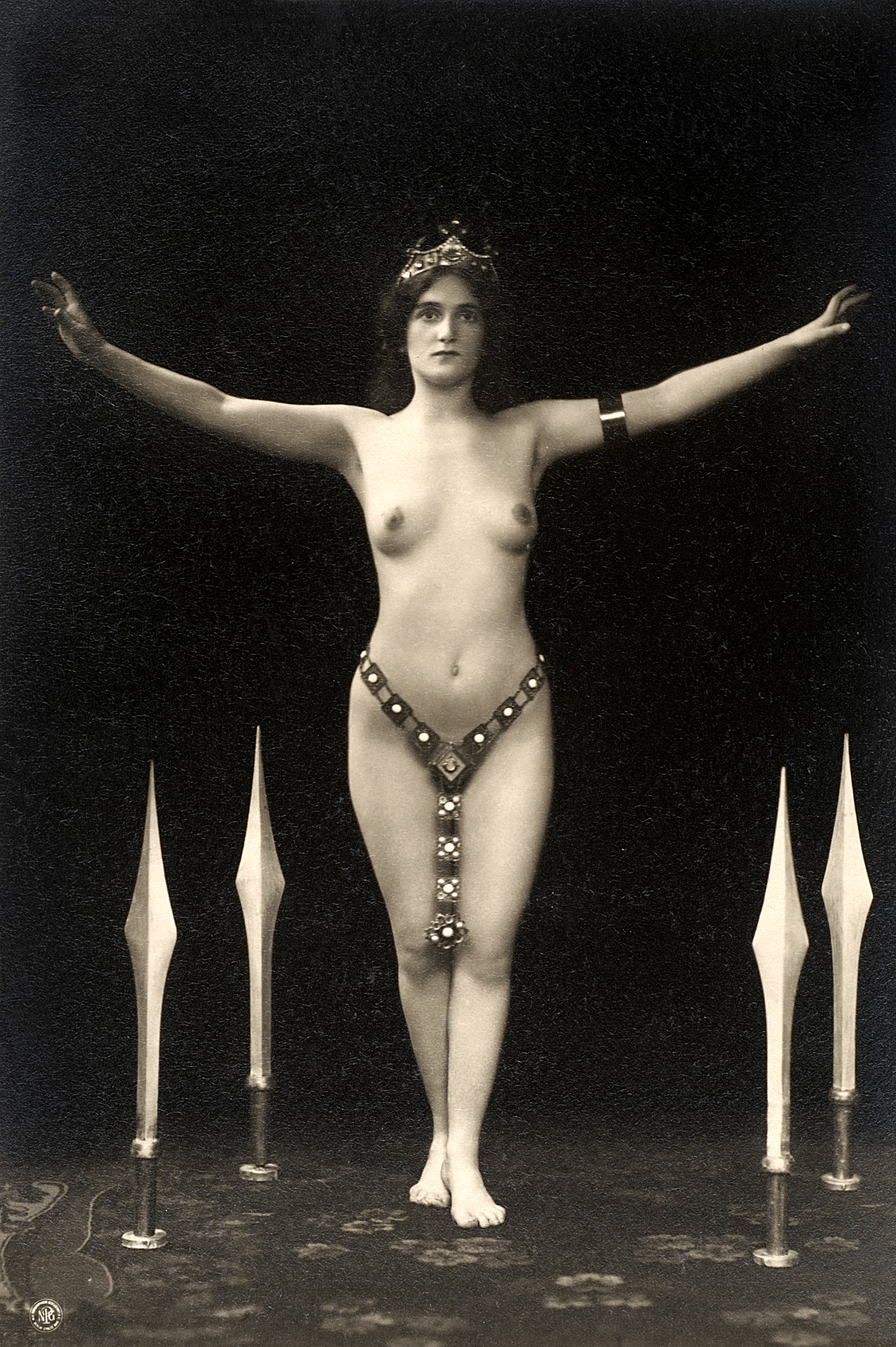
Olga Desmond che si esibisce nella danza delle spade in una fotografia del 1908

Il 19 maggio del 1908, ella debuttò al teatro nuovo (Neue Schauspielhaus) di Berlino davanti a seicento spettatori. Incoraggiata dalla critica, una notte decise di disfarsi della solita tunica greca durante l'antica danza delle spade, lasciando solo una specie di corona, un braccialetto e una cintura stretta in stile medioevale. L'impatto mediatico fu tale che, secondo la stampa, da allora i biglietti per vedere la sua messa in scena di questa danza ancestrale tedesca andarono a ruba. Inoltre, quattro anni dopo, la rivista russa Ogonek' (1913, n. 23) annunciava la vendita, al prezzo di due rubli, di dieci fotografie dell'evento.

### Periodo a San Pietroburgo
Nel mese di giugno del 1908, Olga Desmond si trasferì a San Pietroburgo, dove fu una delle prime attrici a esibirsi al naturale, il che divenne oggetto di dibattito nei mezzi di comunicazione di massa dell'impero russo. Olga alzò i prezzi dei suoi spettacoli affinché la gente di strada, che secondo lei non poteva capire il processo artistico dietro questi spettacoli, non potesse accedervi, continuò a difendere il suo diritto di esibirsi ignuda e spiegò alla stampa russa:
Tuttavia, il sindaco di San Pietroburgo, Daniil Dračevskij, su consiglio di molti artisti influenti (per esempio Konstantin Makovskij, che, nel denunciare aspramente quello che lui chiamava il "culto del corpo nudo", disse che "la bellezza, come molte altre cose della vita, deve avere i suoi segreti nascosti, che nemmeno noi abbiamo il diritto di esporre") si curò poco delle spiegazioni date dalla ballerina berlinese e decise di porre fine ai suoi spettacoli nella città.

### Successo

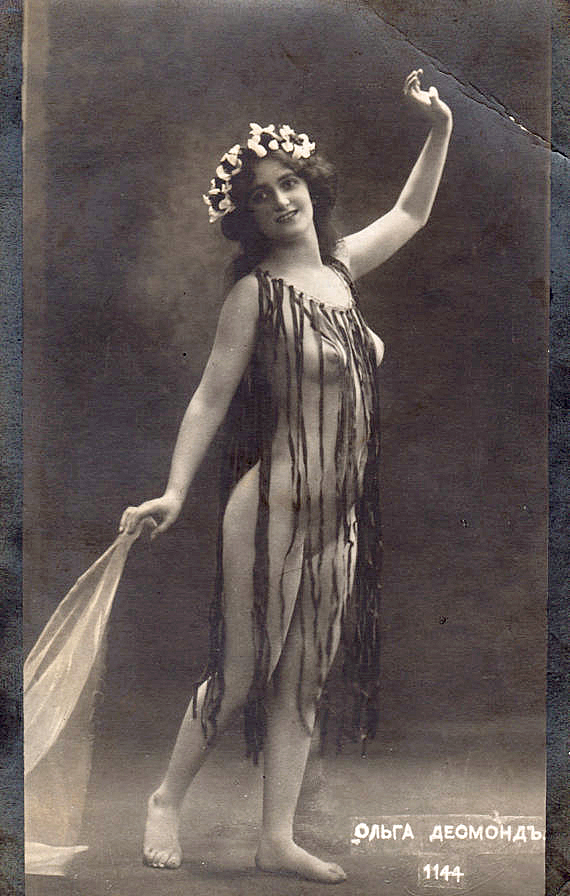
Olga Desmond nel 1910 circa

Non meno controverse furono le sue interpretazioni dopo il ritorno nel suo paese, dove il suo debutto fu al teatro Wintergarten di Berlino, nel gennaio del 1909, suscitò un tale scalpore che divenne un argomento di dibattito tra i membri del parlamento prussiano, spingendo il ministro degli Interni Friedrich von Moltke a vietare questi spettacoli. Nel 1909, ella sostituì l'attore Otto Reutter nella direzione del teatro Wintergarten con uno stipendio mensile di 6000 marchi, pari (all'incirca) al salario di sei anni di un lavoratore di allora. Nell'agosto di quell'anno si esibì al teatro Marigny di Parigi.
Tuttavia, va detto che, fino al 1914 (quando si sposò con un proprietario terriero ungherese e, per questo motivo, si allontanò leggermente dal mondo artistico), in varie occasioni recitò in tutta la Germania con indosso, a seguito della promulgazione dei nuovi regolamenti, con una tunica di garza provocante (il cosiddetto nacktkostümen, traducibile in "costume nudo"), più in linea con le convenzioni morali dell'epoca.
Dopo il suo divorzio nel 1917, tornò sul palco. Il suo ritorno ebbe luogo il 15 aprile di quell'anno nel teatro dell'università reale (Theater der Königlichen Hochschule) di Berlino. Dal 1915 al 1919, prese parte alle riprese di varie pellicole, tra le quali Göttin, Dirne und Weib (Dea, prostituta e sposa, 1919), diretta dal celebre regista tedesco Walter Schmidthässler.
Nel 1919, ella pubblicò un opuscolo, Rhythmograpik, nel quale veniva descritto un nuovo metodo per trascrivere i movimenti delle danze in simboli speciali. Nel 1920 si sposò in seconde nozze con Georg Piek, un ricco uomo d'affari ebreo. Dal 1922 ella si dedicò interamente all'insegnamento in una scuola di ballo, a scapito della sua attività artistica. Nel 1925, Der Blitz pubblicò una fotografia nella quale venivano mostrate sette ragazze con dei bichini minuscoli, che vennero ritenuti degli indumenti del tutto inappropriati per frequentare le lezioni di un insegnante prestigiosa di balletto. Tra le sue studenti più note di allora si cita la ballerina e coreografa Hertha Feist (1896-1990).

### Ultimi anni
Alla fine degli anni 1920, la sua fama iniziò a declinare: il suo stile sensuale di danza veniva ritenuto obsoleto, l'attenzione si era spostata su altre ballerine come Anita Berber (1899-1928), Valeska Gert (1892-1978) o Mary Wigman (1886-1973), il fatto che una donna danzasse in veste evitica non sembrava più così tanto fonte di scandalo e, soprattutto, "alla sua età" (poco più di trent'anni) ella riteneva che il suo corpo non fosse più lo stesso di prima.
Nel 1937 Olga tentò il suicidio, e nel 1942 Georg Piek venne rinchiuso in un campo di concentramento nazista, dal quale fuggì in seguito, riuscendo infine a partire per gli Stati Uniti nel 1952. Nei suoi ultimi anni, ella si guadagnò da vivere come donna delle pulizie, oltre a vendere delle cartoline che la ritraevano nei suoi anni di attività artistica. Morì il 2 agosto del 1964, all'età di 73 anni, in un piccolo appartamento nei pressi dell'ospedale Sankt Hedwig di Berlino Est.

## Filmografia parziale
- Nocturno, regia di Heinrich Bolten-Baeckers (1915)
- Seifenblasen, regia di Heinrich Bolten-Baeckers (1916)
- Die Grille, regia di Heinrich Bolten-Baeckers (1917)
- Postkarten-Modell, regia di Heinrich Bolten-Baeckers (1917)
- Der fliegende Holländer, regia di Hans Neumann (1918)
- Der Mut zur Sünde, regia di Heinrich Bolten-Baeckers e Robert Leffler (1918)
- Leben um Leben, regia di Robert Leffler (1918)
- Göttin, Dirne und Weib, regia di Walter Schmidthässler (1919)